# Stream of Passion
Stream of Passion war eine von 2005 bis 2016 existierende niederländische Progressive-Metal/Symphonic-Metal-Band.

## Geschichte
Stream of Passion ist ein Musikprojekt von Arjen Lucassen. Nachdem er die mexikanische Sängerin Marcela Bovio in Ayreons Album The Human Equation eingesetzt hatte, schienen ihm ihre Talente noch nicht voll ausgereizt und so gründete er die Band Stream of Passion, die auf ihren Gesang und ihre Kompositionen zentriert ist.
Da Star One trotz vieler Musiker und einer Tournee als Soloprojekt von Lucassen gezählt wird, ist Stream of Passion seine erste richtige Band seit 10 Jahren.
Live ist ebenfalls Marcela Bovios Schwester Diana Bovio mit von der Partie. Sie ist für die Zweitstimme bzw. den Background-Gesang zuständig und ist auch auf der Single Out in the Real World (bei den drei Non-Album-Tracks) zu hören.
Im April 2016 wurde die Band aufgelöst.

## Diskografie

### Alben
| Jahr | Titel                  | Höchstplatzierung, Gesamtwochen, AuszeichnungChartsChartplatzierungen (Jahr, Titel, Platzierungen, Wochen, Auszeichnungen, Anmerkungen) | Anmerkungen                   |
| Jahr | Titel                  | NL | Anmerkungen                   |
| ---- | ---------------------- | --- | ----------------------------- |
| 2005 | Embrace The Storm      | NL27 (3 Wo.)NL | Charteinstieg in NL erst 2010 |
| 2006 | Live In The Real World | NL57 (3 Wo.)NL |                               |
| 2009 | The Flame Within       | NL57 (1 Wo.)NL |                               |
| 2014 | A War Of Our Own       | NL42 (3 Wo.)NL |                               |

Weitere Alben
- 2011: Darker Days
- 2015: A Tribute to Sonata Arctica (zusammen mit Timeless Miracle, Van Canto, Xandria und anderen)
- 2016: Memento (Live, DVD)

### Singles
- 2005: Wherever You Are
- 2006: Out in the Real World